# Варва (річка)
Варва, Варвиця — річка в Україні, у Варвинському районі Чернігівської області. Ліва притока Удаю (басейн Дніпра).

## Опис
Довжина річки 23 км, похил річки — 2,3 м/км. Площа басейну 128 км².

## Розташування
Бере початок на південному заході від Кухарки. Спочатку тече на південний захід через Хортицю, повертає на північний захід. Тече через Гнідиці, Варву і впадає в річку Удай, праву притоку Сули. 
У Словнику гідронімів України зазначена як ліва притока Лисогору.
Річку перетинає автомобільна дорога Т 2530.

## Галерея

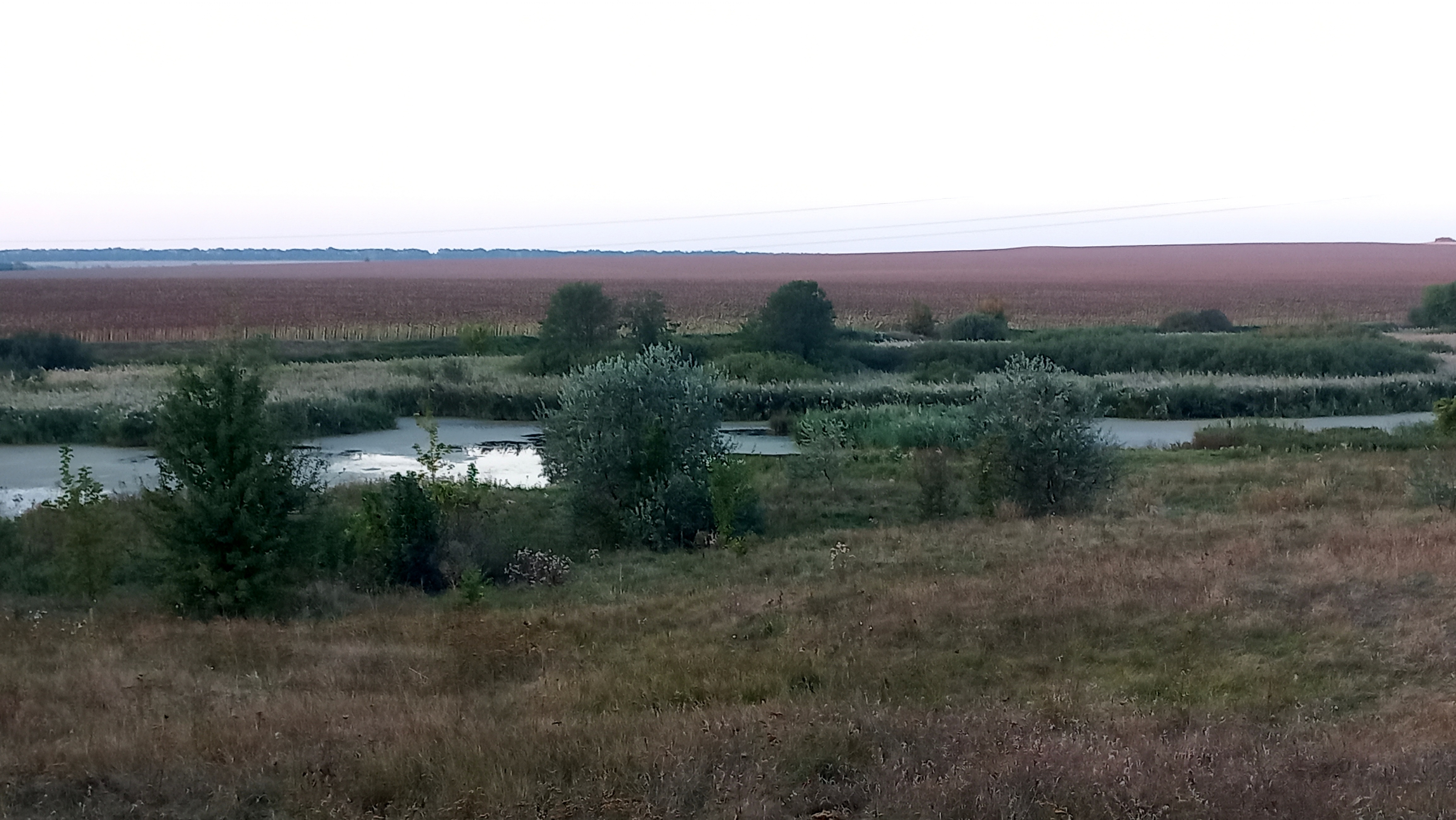
Річка Варва
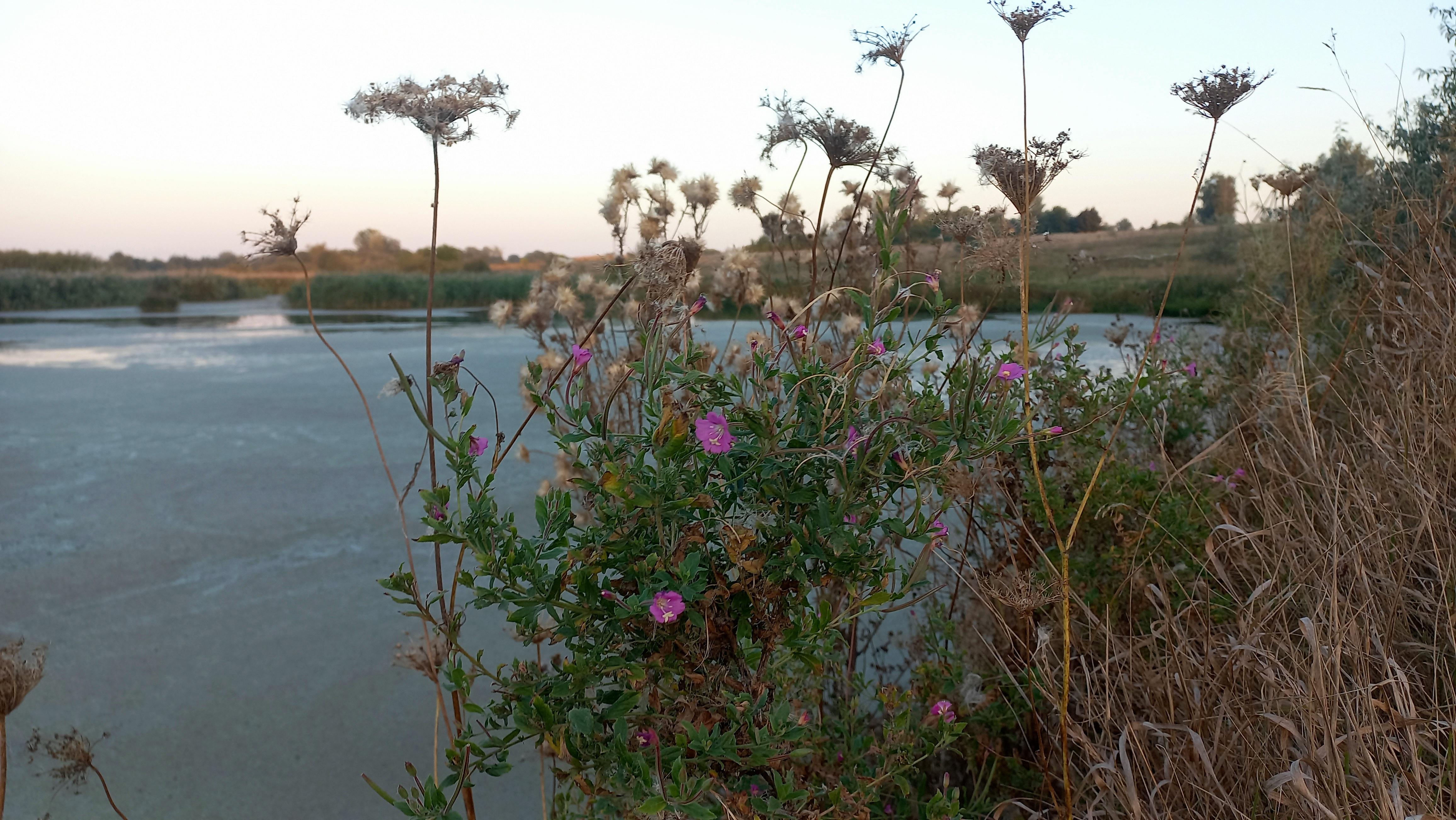
Берег річки Варва
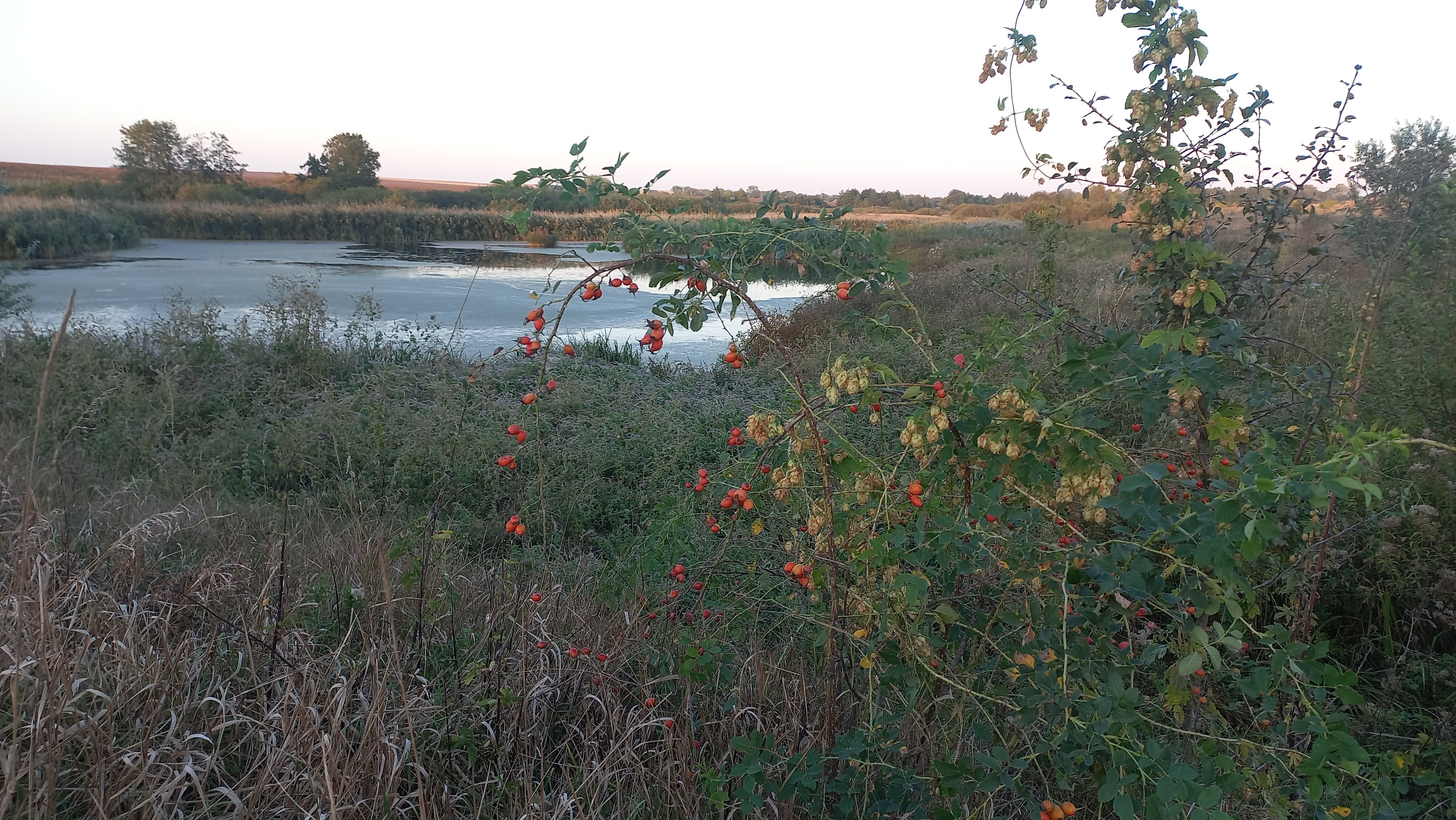
Шипшина на березі річки